# 第47回カンヌ国際映画祭
第47回カンヌ国際映画祭（だい47かいカンヌこくさいえいがさい）は、1994年5月12日から23日にかけて開催された。

## 受賞結果
- パルム・ドール：『パルプ・フィクション』（クエンティン・タランティーノ）
- 審査員グランプリ：『活きる』（チャン・イーモウ）、『太陽に灼かれて』（ニキータ・ミハルコフ）
- 審査員賞：『王妃マルゴ』（パトリス・シェロー）
- 監督賞：ナンニ・モレッティ （『親愛なる日記』）
- 男優賞：グォ・ヨウ （『活きる』）
- 女優賞：ヴィルナ・リージ （『王妃マルゴ』）
- 脚本賞：ミシェル・ブラン （『他人のそら似』）
- カメラ・ドール：パスカル・フェラン （『死者とのちょっとした取引』）

## 審査員

### コンペティション部門
- クリント・イーストウッド （ アメリカ合衆国/監督・俳優） 審査員長
- カトリーヌ・ドヌーヴ （ フランス/女優） 副審査員長
- アラン・テルジアン （ フランス/プロデューサー）
- アレクサンドル・カイダノフスキー （ ロシア/監督）
- プピ・アヴァティ （ イタリア/監督）
- シン・サンオク （ 韓国/監督）
- G・カブレラ＝インファンテ （ キューバ/作家）
- カズオ・イシグロ （ イギリス/作家）
- ラロ・シフリン （ アルゼンチン/作曲家）
- マリア＝フランセス・ルクレール （ フランス/ジャーナリスト）

## 上映作品

### コンペティション部門
| 題名 原題                                                            | 監督                           | 製作国                     |
| -------------------------------------------------------------------- | ------------------------------ | -------------------------- |
| Barnabo Delle Montagne (Barnabo of the Mountains)                    | マリオ・ブレンタ               | イタリア                   |
| 親愛なる日記 Caro diario                                             | ナンニ・モレッティ             | イタリア                   |
| エドワード・ヤンの恋愛時代 獨立時代                                  | エドワード・ヤン               | 台湾                       |
| エキゾチカ Exotica                                                   | アトム・エゴヤン               | カナダ                     |
| 他人のそら似 Grosse fatigue                                          | ミシェル・ブラン               | フランス                   |
| 活きる 活着                                                          | チャン・イーモウ               | 中国                       |
| Курочка Ряба (Assia and the Hen with the Golden Eggs)                | アンドレイ・コンチャロフスキー | ロシア フランス            |
| 夜の女王 La reina de la noche                                        | アルトゥーロ・リプスタイン     | メキシコ フランス          |
| 王妃マルゴ La reine Margot                                           | パトリス・シェロー             | フランス                   |
| シチリアの娼婦たち Le buttane                                        | アウレリオ・グリマルディ       | イタリア                   |
| 無伴奏「シャコンヌ」 Le joueur de violon                             | シャルル・ヴァン・ダム         | フランス ベルギー ドイツ   |
| 哀しみのスパイ Les patriotes                                         | エリック・ロシャン             | フランス                   |
| ミセス・パーカー/ジャズエイジの華 Mrs. Parker and the Vicious Circle | アラン・ルドルフ               | アメリカ合衆国             |
| Neak Sre (Rice People)                                               | リティー・パニュ               | カンボジア フランス        |
| パルプ・フィクション Pulp Fiction                                    | クエンティン・タランティーノ   | アメリカ合衆国             |
| 私自身のもの Swaham                                                  | シャジ・N・カルン              | インド                     |
| 明日にむかって… The Browning Version                                 | マイク・フィギス               | イギリス                   |
| 未来は今 The Hudsucker Proxy                                         | コーエン兄弟                   | アメリカ合衆国             |
| トリコロール/赤の愛 Trois couleurs: Rouge                            | クシシュトフ・キェシロフスキ   | フランス ポーランド スイス |
| Un été inoubliable (An Unforgettable Summer)                         | ルシアン・ピンティリエ         | ルーマニア フランス        |
| 記憶の扉 Una pura formalità                                          | ジュゼッペ・トルナトーレ       | イタリア                   |
| 太陽に灼かれて Утомлённые солнцем                                    | ニキータ・ミハルコフ           | ロシア フランス            |
| オリーブの林をぬけて زیر درختان زیتون                                | アッバス・キアロスタミ         | イラン フランス            |

### ある視点部門
| 題名 原題                                                 | 監督                                          | 製作国                   |
| --------------------------------------------------------- | --------------------------------------------- | ------------------------ |
| Bab El Oued                                               | メルザック・アルアッシュ                      | アルジェリア フランス    |
| Bosna!                                                    | アラン・フェラーリ ベルナール＝アンリ・レヴィ | フランス                 |
| 溶岩の家 Casa de Lava                                     | ペドロ・コスタ                                | ポルトガル               |
| クリーン、シェーブン Clean, Shaven                        | ロッジ・ケリガン                              | アメリカ合衆国           |
| Drømspel (Dream Play)                                     | Unni Straume                                  | ノルウェー               |
| ファウスト Faust                                          | ヤン・シュヴァンクマイエル                    | チェコ                   |
| ブロンクス・ストリート I Like It Like That                | ダーネル・マーティン                          | アメリカ合衆国           |
| 蝶の夢 Il sogno della farfalla                            | マルコ・ベロッキオ                            | イタリア                 |
| パリ、18区、夜。 J'ai pas sommeil                         | クレール・ドニ                                | フランス                 |
| Jancio Wodnik                                             | ヤン・ヤコブ・コルスキ                        | ポーランド               |
| 冷たい水 L'eau froide                                     | オリヴィエ・アサヤス                          | フランス                 |
| 野性の葦 Les Roseaux sauvages                             | アンドレ・テシネ                              | フランス                 |
| Los Naufragos                                             | ミゲル・リッティン                            | チリ フランス カナダ     |
| ピクチャーブライド Picture Bride                          | カヨ・マタノ・ハッタ                          | アメリカ合衆国           |
| Sin compasion                                             | フランシスコ・ロンバルディ                    | ペルー メキシコ フランス |
| スリープ・ウィズ・ミー Sleep with Me                      | ロリー・ケリー                                | アメリカ合衆国           |
| Suture                                                    | スコット・マクギー デヴィッド・シーゲル       | アメリカ合衆国           |
| プリシラ The Adventures of Priscilla, Queen of the Desert | ステファン・エリオット                        | オーストラリア           |
| 杏花三月天 (The Story of Xinghua)                         | イン・リー                                    | 中国                     |
| Uttoran                                                   | サンディップ・レイ                            | インド                   |
| Xime                                                      | サーナ・ナ・ナーダ                            | フランス オランダ        |

### 特別招待作品
| 題名 原題                                     | 監督                   | 製作国           |
| --------------------------------------------- | ---------------------- | ---------------- |
| A Game with No Rules                          | スコット・レイノルズ   | ニュージーランド |
| Eau de la vie                                 | サイモン・ベア         | ニュージーランド |
| I'm So Lonesome I Could Cry                   | マイケル・ハースト     | ニュージーランド |
| モンタン、パリに抱かれた男。 Montand, le film | ジャン・ラビブ         | フランス         |
| シリアル・ママ Serial Mom                     | ジョン・ウォーターズ   | アメリカ合衆国   |
| Stroke                                        | クリスティン・ジェフズ | ニュージーランド |
| The Dig                                       | ニール・パディントン   | ニュージーランド |
| マリッジブルーの愉しみ The Dutch Master       | スーザン・シーデルマン | アメリカ合衆国   |
| The Model                                     | ジョナサン・ブラフ     | ニュージーランド |
| 蒸発 증발                                     | シン・サンオク         | 韓国             |
| Wet                                           | ボブ・ラフェルソン     | アメリカ合衆国   |